# Xie Feng
Xie Feng (谢峰S, Xiè FēngP; Shanghai, 9 aprile 1966) è un allenatore di calcio ed ex calciatore cinese, di ruolo difensore.

## Carriera

### Allenatore
Il 14 gennaio 2022 viene ufficializzato come nuovo allenatore del Beijing Guoan.

## Palmarès

### Giocatore
- Coppa della Cina: 2

Beijing Guoan: 1996, 1997